# Saïd Ali Mohamed
Saïd Ali Mohamed (ur. 1946) – komoryjski polityk, premier Komorów w roku 1993.

## Życiorys
Należał do partii Zgromadzenie na rzecz Demokracji i Odnowy (MDP), przez pewien czas był jej liderem. W maju 1993 rząd dotychczasowego premiera Ibrahima Halidiego otrzymał wotum nieufności, w związku z czym prezydent Said Mohamed Djohar powołał Saïda Alego Mohameda na stanowisko premiera. Już po miesiącu jednak Mohamed przegrał głosowanie o wotum nieufności, a prezydent rozwiązał parlament, wskazując nowego szefa rządu. W październiku 1995 został obwołany premierem wyspy Anjouan przez separatystów domagających się jej niepodległości. Po wygnaniu rządowego administratora sprawował na wyspie realną władzę.